# 長母指屈筋
長母指屈筋（ちょうぼしくっきん、英語: flexor pollicis longus muscle）は人間の上肢の筋肉で母指IP関節、MP関節の屈曲を行う。
橈骨前面、前腕骨間膜から起こり、母指末節骨底で停止する。